# Мельников, Борис Борисович
Бори́с Бори́сович Ме́льников (16 мая 1938, Ленинград — 5 февраля 2022) — советский фехтовальщик, преподаватель. Заслуженный мастер спорта СССР.

## Биография
Фехтованием начал заниматься в 1953 году. Выступал за «Буревестник», с 1963 — Вооруженные Силы (Ленинград). Заслуженный мастер спорта СССР (1965). В сборную команду СССР входил в 1964—1968 годах. Чемпион Олимпийских игр 1964 года в командном первенстве по фехтованию на саблях. Чемпион мира 1965, 1967 годов в командных соревнованиях. Серебряный призёр чемпионата мира 1966 года в командных соревнованиях. Победитель Кубка Европы 1967, 1968, 1969 в составе команды ЦСКА. Чемпион СССР 1964, 1965 годов в личных соревнованиях. Победитель первенства СССР среди юношей (1965) и юниоров (1959).
Тренеры — заслуженные тренеры СССР В. В. Вышпольский, Л. Ф. Кузнецов и В. И. Фёдоров.
Окончил ГДОИФК (1961), преподаватель. Преподавал в Военно-медицинской академии им. С. М. Кирова (Ленинград). Член КПСС с 1973 года.
Награждён медалью «За трудовое отличие».
В 2004 году введен в Зал фехтовальной славы России.
Скончался 5 февраля 2022 года.

## Достижения
- Чемпион XVIII Олимпийских игр (1964) в командных соревнованиях
- 2-кратный чемпион мира (1965, 1967)
- 4-кратный обладатель командного Кубка Европы (1965—1968)
- 5-кратный чемпион СССР (1960, 1962, 1964, 1965, 1967)

## Фильмография
1969 год — «Сотвори бой»